# Syncranaus cribrum
Genre
Synonymes
- Belemicola Roewer, 1932

Espèce
Synonymes
- Belemicola circulata Roewer, 1932

Syncranaus cribrum, unique représentant du genre Syncranaus, est une espèce d'opilions laniatores de la famille des Manaosbiidae.

## Distribution
Cette espèce est endémique du Pará au Brésil.

## Description
Le syntype mesure 5 mm.

## Publication originale
- Roewer, 1913 : « Die Familie der Gonyleptiden der Opiliones-Laniatores [Part 2]. » Archiv für Naturgeschichte, sér. A, vol. 79, no 5, p. 257–472 (texte intégral).